# 徐家寨村 (章丘市)
徐家寨村，中华人民共和国山东省济南市章丘市高官寨镇所辖的一个行政村。全行政村人口707户、2669人(2005年)。耕地面积6623亩(2005年)。行政区划代码370181114251。